# 阪田友美
阪田 友美（さかた ともみ、1967年 - ）は福岡を中心に活躍したシンガーソングライター。福岡県出身。福岡県立筑紫高等学校卒業。

## 人物
1987年4月よりRKBラジオ「HiHiHi」の女性アシスタントである「象足シスターズ」の第二期生として活躍。その当時よりヤマハ楽器主催の「ティーンズミュージックフェスティバル」に出場。「HiHiHi」内ではリスナーから送られてきた作品に曲をつけて歌う「病弱友美の作曲コーナー」が人気を呼び「君となら」「この銀河の片隅で」などの楽曲が生まれた。
1988年4月に「象足ー」の任期を終えても彼女の曲に対するリスナーからのリクエスト依頼が絶えず、また、彼女自身もRKBへよく遊びに来ていた。それが縁で当番組のメインパーソナリティだった山崎銀之丞が「銀之丞BAND」というバンドを結成して1988年12月に横山輝一作詞のEP「君がシャイニンオン」をリリースした際にはB面の「雨の哀悲橋」を山崎と一緒にデュエットしている。
その後も「ティーンズー」の出場やローカルCMへの曲提供、FM福岡のパーソナリティ陣と共同で製作したオムニバスCDなどで活躍していたが、現在は活動していない。

## その他
- 彼女の曲でリスナーからのリクエストが一番多かったのは「この銀河の片隅で」である。
- 1993年に彼女が「HiHiHi」へゲスト出演した際には当然ながら当時の作曲活動のことが話題にあがったが、自身が作曲した多くの作品に関してはあまり覚えていない、と発言している。
- 「HiHiHi」が一番支持を得ていたのは彼女や富永倫子、雑誌「non-no」の街頭モデルにもなった中野典子、第一期から持ち上がりの倉品淳子、同じく第一期から持ち上がりで1988年4月からは「RKBベスト歌謡50」のリポーターとして活躍した味園由美子が「象足ー」として在籍していた1987年度である。
- 一時期は福岡市動物園で飼育係をしていた。
- クールな雰囲気が女性リスナーの人気を集めていた。